# Zalambdalestes
Zalambdalestes var ett släkte däggdjur som levde under slutet av krita. Fossil från Zalambdalestes har påträffats i Mongoliet.
Zalambdalestes blev omkring 20 centimeter lång med en vikt av omkring 30-50 gram. Den hade en lång och smal nos, troligen med morrhår, stora ögon och stora öron. Zalambdalestes var troligen främst nattaktiv och tillbringade dagarna i skydd under jorden. Dess bakben var längre och starkare än frambenen och den var troligen bra på att hoppa. 
Två arter är beskrivna:
- Zalambdalestes grangeri
- Zalambdalestes lechei